# 呪術廻戦 (アニメ)
『呪術廻戦』（じゅじゅつかいせん）は、芥見下々による同名の漫画を原作とする、MAPPA制作の日本のアニメーション作品。

## 沿革
テレビアニメ第1期は2020年10月から2021年3月まで毎日放送・TBS系列『スーパーアニメイズム』枠ほかにて放送された。原作第1巻（序章）から第8巻までの「呪胎戴天編」「幼魚と逆罰編」「京都姉妹校交流会編」「起首雷同編」の各編が映像化された。
2021年12月24日には劇場アニメ『劇場版 呪術廻戦 0』が公開された。
テレビアニメ第2期「懐玉・玉折」（かいぎょく・ぎょくせつ） 「渋谷事変」（しぶやじへん）は2023年7月から12月まで、第1期と同じくTBS系列ほかにて放送された。話数は第1期から継続しており、第25話から第29話までは原作第8巻 - 第9巻（79話）収録の「懐玉編」「玉折編」、第30話から第47話にかけては原作第9巻（79話） - 第16巻（136話）収録の「宵祭り編」「渋谷事変編」を基にしている。また、「懐玉・玉折」の総集編が2025年に劇場アニメとして公開予定。
第2期放送終了後には第3期「死滅回游」（しめつかいゆう）の制作が発表された。

## 制作
テレビアニメ第1期のティザービジュアルの公開およびメインキャストの公表は、2019年12月21日と12月22日に開かれたジャンプフェスタ2019にて行われた。このうち、ティザービジュアルは宿儺の指を飲み込もうとする虎杖の口元が大きく映し出されたものが用いられた。

### 経緯
東宝の松谷浩明は本作の前日譚である「東京都立呪術高等専門学校」の時点から芥見のことに注目しており、その翌年に連載された本作を読み、本作のテレビアニメ化を思い立った。芥見本人に加え、少年ジャンプの編集部やライツ部門の監修のもとでテレビアニメ化が進められた。松谷は原作の多面性が「王道」によってうまくまとまっているという点に着目し、多様な作品を生み出してきたMAPPAを指名した。監督の朴性厚の起用はMAPPA側からの指名であり、『ゴッド・オブ・ハイスクール』などで監督を務めた実績や、現場での人望が決め手となった。

### 映像・作画
物語の流れは原作と同様だが、アニメ化に当たっては様々なアレンジが加えられている。例えば、第1話の虎杖と祖父の会話は、虎杖というキャラクターの表現にとって重要な場面であり、朴とシリーズ構成・脚本の瀬古浩司の提案を受ける形で芥見が提供したネームをもとに場面が追加された。
東宝の松谷浩明は芥見本人が本作の目標として「王道と向き合うこと」を掲げていたと、ライター・山下達也とのインタビューの中で語っており、このことについて「作家性を尊重しつつも、王道=誰もが楽しめるエンターテインメントにすること」であると解釈しているとも話している。
また、本作では作画担当者が作成したレイアウトをもとに3DCGを構築する手法がとられた。
たとえば、第1話の場合、校舎内での戦闘シーンは、レイアウトをもとに簡易モデルを背景に置き、カメラマップを用いてテクスチャを張り付けていき、立体感を演出した。
また、京都校の敷地内の森は、美術スタッフが描いた美術ボードをもとにモデリングが行われた。森のアセットの位置はレイアウトの時点で指定されているが、木々の生えている間隔や量は美術ボードを参考に調整された。木々のアセットはレイアウトで指定された位置に合わせて配置していくが、その際にも美術を参考に木々が生えている間隔や量を調整した。
この手法はアクションシーン以外の場面でも採用されており、たとえば繁華街の場面では手前をアニメーションで、奥を3DCGでそれぞれ表現することでアニメーターの負担軽減を実現している。
本作で3DCGディレクターを務めた木村謙太郎は、「CGWORLD JAM ONLINE Vol.3」で視聴者からの質問に答える形で、カメラマップを用いる際、動きに合わせてカメラのレンズを頻繁に変化させていることを認めており、特にアクションシーンの場合は、作画に合わせて3DCGもそれらしく見せる必要があり、細かな調整を加えていると話している。また、木村はマッピングの量にもよるとしたうえで、カメラマップを用いる場面の制作に1週間かかることもあったと振り返っている。

### 演技・キャスティング
本作の登場人物のうちの何人かのキャストは、テープオーディションで絞り込んだ後、スタジオでのオーディションによって選定された。このうち、スタジオオーディションは相手役との掛け合いと、一人芝居の2パターンで行われた。
主人公の虎杖悠仁の声については芥見本人にも明確なイメージがなかったことから、監督の朴をはじめとするスタッフからの意見を踏まえたうえで、双方のイメージをすり合わせる形で榎木淳弥が選ばれた。松谷は榎木の演技を等身大で自然体なものだと述べており、虎杖の持つ「やんちゃさ」や「繊細さ」、「芯の太さ」や「つかみどころのなさ」といった「直球ど真ん中の主人公」的でない部分の魅力が榎木の演技によって引き出されているとWhat's In tokyoとのインタビューの中で話している。榎木自身もアニメイトタイムズとのインタビューの中で、虎杖は体育会系のキャラクターが基本でありながら、あらゆることに対して直情的に突っ込めるような「強い」キャラクターではないとし、その点が人間らしくて魅力的だと話している。
伏黒恵役の内田雄馬は榎木との対談の中で、「アニメ版における伏黒はコミカルなシーンが多いものの、絵の情報に左右されず、場面に対して伏黒がどう思っているのか意識したうえで演技する必要があった」と振り返っている。
釘崎野薔薇役の瀬戸麻沙美は、野薔薇役のオーディションに応募した理由について「ちょうどこの時期、ギャルの役を受けて落ちていたんですね。だから私の中で、ギャルであったり、口が悪かったり、粗雑な感じのお芝居が課題でもあったし、自分でも苦手な分野だと分かっているけど、すごくやりたい！と」とアニメイトタイムズとのインタビューの中で明かしている。宿儺役の諏訪部順一は、自身が演じるキャラクターについて、「今まで自分が演じてきた尊大なキャラクターの中でも、特に尊大だった」とアニメイトタイムズとのインタビューの中で振り返っている。
五条悟役には最強の存在を演じられるということで中村悠一が起用された。中村は、2020年12月に行われた「ジャンプフェスタ2021 ONLINE」の中で、音響監督から「もっとむかつく感じにしてほしい」という注文が出されたことを明かしており、「モノローグが難しい。五条の心の根底がどこにあるのか……。苦労しています」とも話している。
補助監督の伊地知潔高役には岩田光央が選ばれた。松谷は「伊地知の役は岩田以外に考えられない」とし、「あの中間管理職的にひぃひぃ言ってる感じは"岩田節"というか、さすが岩田さん！という感じでした」と話している。漏瑚役には芥見の指名で千葉繁が起用された。また、芥見が兼ね役を好んでいたことに加え、朴からの後押しもあり、千葉は第1話に登場した虎杖の祖父・倭助も兼任した。花御役には、芥見から「凛として強い女性の声」という指定があったことから田中敦子が選ばれた。
京都校の東堂葵役には、榎木と同じ事務所に所属する木村昴が起用された。木村はまんたんウェブとのインタビューで、「強くて大きなキャラクターは過去に演じたことはあったが、今まで演じてきたどのキャラクターとも違う」と話している。また木村はアニメイトタイムズとのインタビューの中で、「見た目から強そうな感じがあるので、いろいろトライはしてみたんですけど、『もう少し人に興味がなくて、飄々とした感じで』と言われて驚いたんです。でも、「なるほどなぁ」って。むしろ力が入っていないほうが恐ろしい感じが出るのかもしれないと思って、すごく納得しました」とも振り返っている。
新型コロナウイルス感染症流行の影響により、テレビアニメのアフレコは3人程度のグループに分かれて行われた。中村がABEMA TIMESとのインタビューで語ったところによると、グループ分けはキャラクター同士の接点を基準として編成されるとのことである。インタビューの時点において、中村は夏油傑との掛け合いの場面の収録がまだないため、演技方針や夏油役の櫻井孝宏の演じ方をまだ知らないと話している。一部の場面では、1人で収録が行われることもあった。

### 音楽
テレビアニメ化に当たり、音楽の方向について、原作者の芥見からは「ビリー・アイリッシュやスタイリッシュな方向にしてほしい」という要望が出され、監督の朴性厚からは「ヒップホップやロックが欲しい」という要望が出された。
本作の音楽をプロデュースした小林健樹は、番組の内容に合わせながらも、個性的な音楽を作ることができるという考えから、別々の作品で一緒に仕事をしたことがある堤博明、照井順政、桶狭間ありさを起用した。
原作の独特の雰囲気を表現するにあたり、音楽は様々なジャンルを混ぜ合わせるという方針が立てられた。初期の段階で使用楽器や編成について話し合う際、堤が和楽器を取り入れようと提案したところ、小林は和を直接表現するのではなく、一要素として取り入れたほうがよいと回答が寄せられた。実際、和楽器はシンセサイザーのサンプル音源として使用する程度であり、本物の和楽器は使われていない。和風の笛の音に聞こえるような音色も、実際はアイリッシュフルートである。
その後、キャラクターごとに音楽の方向性が設定され、それをもとに担当する作曲家が割り振られた。このうち、虎杖と宿儺、そして東堂のテーマ曲を担当した堤博明はアニメージュとのインタビューの中で、小林が参加した『Dr.STONE』にて複数人で作曲した経験から、互いに影響しあえるという利点について語っている。堤が最初に作ったのは虎杖の曲であり、彼と祖父とのさりげないやり取りの温度感を曲として展開することを意識したと述べている。単純だが芯の強い彼の性格を反映するため、メロディは少なめにした一方、彼を取り巻く非日常感を多様な音色で表現した。伏黒を担当した照井順政は、小林が参加した『宝石の国』の主題歌「鏡面の波」をプロデュースした 経験を買われる形での起用だが、劇伴制作は本作が初めてであり、経験のある堤や桶狭間と共同作業ができて心強かったと前述のインタビューの中で話しており、少し毛色の違う自分が呼ばれたということは特異な要素が求められているとも考えたため、作曲に当たっては王道の劇伴とは異なる内容も心掛けたとも話している。また、照井は、伏黒には、単なる二枚目ではなく、苦悩や狂気を抱えたキャラクターという印象があり、楽曲についてもかっこよさを追求しつつも、そこから分岐する形で狂気や感傷を表現していったと前述のインタビューの中で話している。
桶狭間ありさは、担当楽曲の一つである真人のテーマ曲の制作に当たり、彼の性格の悪さを表現したと話している。

## スタッフ
|                               | 第1期                              | 第2期                        |
| ----------------------------- | ---------------------------------- | ---------------------------- |
| 原作                          | 芥見下々                           | 芥見下々                     |
| 監督                          | 朴性厚                             | 御所園翔太                   |
| 副監督                        | 梅本唯                             | 愛敬亮太                     |
| シリーズ構成・脚本            | 瀬古浩司                           | 瀬古浩司                     |
| キャラクターデザイン          | 平松禎史                           | 平松禎史                     |
| キャラクターデザイン          | N/A                                | 小磯沙矢香                   |
| 呪霊デザイン                  | 飯島弘也                           | 飯島弘也                     |
| 呪霊デザイン                  | 細越裕治、 佐野誉幸 （第22・23話） | N/A                          |
| プロップデザイン              | 川元まりこ                         | 川元まりこ                   |
| プロップデザイン              | 飯島弘也                           | N/A                          |
| 美術監督                      | 金廷連                             | 東潤一                       |
| 色彩設計                      | 鎌田千賀子                         | 松島英子                     |
| CGIプロデューサー             | 淡輪雄介                           | 淡輪雄介                     |
| 3DCGディレクター              | 兼田美希、 木村謙太郎              | 石川大輔                     |
| 撮影監督                      | 伊藤哲平                           | 伊藤哲平                     |
| 編集                          | 柳圭介                             | 柳圭介                       |
| 音楽                          | 照井順政                           | 照井順政                     |
| 音楽                          | 堤博明、 桶狭間ありさ              | N/A                          |
| 音響監督                      | 藤田亜紀子                         | えびなやすのり               |
| 音楽プロデューサー            | 小林健樹                           | 小林健樹                     |
| プロデューサー                | 松谷浩明、村井佑梨羽、木村誠       | 松谷浩明、村井佑梨羽、木村誠 |
| プロデューサー                | 前田俊博、 高垣佳晃                | 山崎博昭、 大森達也          |
| アニメーション プロデューサー | 瀬下恵介                           | 瀬下恵介                     |
| 制作                          | MAPPA                              | MAPPA                        |
| 製作                          | 「呪術廻戦」製作委員会             | 「呪術廻戦」製作委員会       |

## 登場人物
出典：
- 虎杖悠仁 - 榎木淳弥
- 伏黒恵 - 内田雄馬
- 釘崎野薔薇 - 瀬戸麻沙美
- 五条悟 - 中村悠一
- 真人 - 島﨑信長
- 夏油傑 - 櫻井孝宏
- 両面宿儺 - 諏訪部順一

## 主題歌
第1期
「廻廻奇譚」
Eveによる第1期第1クールオープニングテーマ。作詞・作曲はEve、編曲はNuma。
「LOST IN PARADISE feat.AKLO」
ALIによる第1期第1クールエンディングテーマ。第2話より公開された。作詞はLEO、LUTHFI、ALEX、ALOLO、作曲はALI、AKLO、編曲はALI。
映像は楽曲に合わせて虎杖らが踊る内容となっている。
「VIVID VICE」
Who-ya Extendedによる第1期第2クールオープニングテーマ。作詞・作曲・編曲はWho-ya Extended。
「give it back」
Cö shu Nieによる第1期第2クールエンディングテーマ。作詞・作曲は中村未来、編曲はCö shu Nie。
「Stand In The Darkness」
Steve Memmoloによる第1期第13話挿入歌。作詞はChina、作曲・編曲は堤博明。
「REMEMBER」
Masato (coldrain) による第1期第24話挿入歌。作詞はMasato、作曲・編曲は堤博明。
第2期
「青のすみか」
キタニタツヤによる第2期「懐玉・玉折」オープニングテーマ。作詞・作曲・編曲はキタニタツヤ。
「SPECIALZ」
King Gnuによる第2期「渋谷事変」オープニングテーマ。作詞・作曲は常田大希、編曲はKing Gnu。
「燈」
崎山蒼志による第2期「懐玉・玉折」エンディングテーマ。作詞・作曲は崎山蒼志、編曲はNaoki Itai。
「more than words」
羊文学による第2期「渋谷事変」エンディングテーマ。作詞・作曲は塩塚モエカ、編曲は羊文学。
「最高潮☆JUMPING!」
高田ちゃん（黒沢ともよ）による第2期第45話挿入歌。作詞はミズノゲンキ、作曲は照井順政・堤博明、編曲は三島想平。

## 各話リスト
第1期は第3話より、エンディング後に原作者のネームによるミニコーナー『アニメじゅじゅさんぽ』が挿入されている。
第2期では原作者考案のキャラ会話が流れる次回予告『じゅじゅよこく』が挿入されている。
| 話数                                           | サブタイトル                         | 絵コンテ                             | 演出                                   | 作画監督 | 総作画監督                                            | 初放送日                             |                                      |                                      |                                      |                                      |                                      |                                      |                                      |                                      |                                      |                                      |                                      |                                      |                                      |                                      |                                      |                                      |                                      |                                      |
| 第1期「呪胎戴天編」（第1話 - 第8話）           | 第1期「呪胎戴天編」（第1話 - 第8話） | 第1期「呪胎戴天編」（第1話 - 第8話） | 第1期「呪胎戴天編」（第1話 - 第8話）   | 第1期「呪胎戴天編」（第1話 - 第8話） | 第1期「呪胎戴天編」（第1話 - 第8話）                  | 第1期「呪胎戴天編」（第1話 - 第8話） | 第1期「呪胎戴天編」（第1話 - 第8話） | 第1期「呪胎戴天編」（第1話 - 第8話） | 第1期「呪胎戴天編」（第1話 - 第8話） | 第1期「呪胎戴天編」（第1話 - 第8話） | 第1期「呪胎戴天編」（第1話 - 第8話） | 第1期「呪胎戴天編」（第1話 - 第8話） | 第1期「呪胎戴天編」（第1話 - 第8話） | 第1期「呪胎戴天編」（第1話 - 第8話） | 第1期「呪胎戴天編」（第1話 - 第8話） | 第1期「呪胎戴天編」（第1話 - 第8話） | 第1期「呪胎戴天編」（第1話 - 第8話） | 第1期「呪胎戴天編」（第1話 - 第8話） | 第1期「呪胎戴天編」（第1話 - 第8話） | 第1期「呪胎戴天編」（第1話 - 第8話） | 第1期「呪胎戴天編」（第1話 - 第8話） | 第1期「呪胎戴天編」（第1話 - 第8話） | 第1期「呪胎戴天編」（第1話 - 第8話） | 第1期「呪胎戴天編」（第1話 - 第8話） |
| ---------------------------------------------- | ------------------------------------ | ------------------------------------ | -------------------------------------- | --- | ----------------------------------------------------- | ------------------------------------ | ------------------------------------ | ------------------------------------ | ------------------------------------ | ------------------------------------ | ------------------------------------ | ------------------------------------ | ------------------------------------ | ------------------------------------ | ------------------------------------ | ------------------------------------ | ------------------------------------ | ------------------------------------ | ------------------------------------ | ------------------------------------ | ------------------------------------ | ------------------------------------ | ------------------------------------ | ------------------------------------ |
| 第1話                                          | 両面宿儺                             | 平松禎史                             | 梅本唯                                 | 長田絵里 細越裕治 清水貴子 | 平松禎史                                              | 2020年 10月3日                       |                                      |                                      |                                      |                                      |                                      |                                      |                                      |                                      |                                      |                                      |                                      |                                      |                                      |                                      |                                      |                                      |                                      |                                      |
| 第2話                                          | 自分のために                         | 竹下良平                             | 竹下良平                               | 吉崎雅博 山崎杏理 会津五月 | 小磯沙矢香                                            | 10月10日                             |                                      |                                      |                                      |                                      |                                      |                                      |                                      |                                      |                                      |                                      |                                      |                                      |                                      |                                      |                                      |                                      |                                      |                                      |
| 第3話                                          | 鉄骨娘                               | 安藤裕章                             | 伊福覚志                               | 北村晋哉 前澤弘美 崎口さおり 高田陽介 | 清水貴子                                              | 10月17日                             |                                      |                                      |                                      |                                      |                                      |                                      |                                      |                                      |                                      |                                      |                                      |                                      |                                      |                                      |                                      |                                      |                                      |                                      |
| 第4話                                          | 呪胎戴天                             | 川尻義昭                             | 阿部英明                               | 丹羽弘美 崎口さおり 前澤弘美 佐々木守 滝野茉美 | 西位輝美 清水貴子                                     | 10月24日                             |                                      |                                      |                                      |                                      |                                      |                                      |                                      |                                      |                                      |                                      |                                      |                                      |                                      |                                      |                                      |                                      |                                      |                                      |
| 第5話                                          | 呪胎戴天－弐－                       | 川尻義昭                             | 高田陽介                               | 高田陽介 | 小林由美                                              | 10月31日                             |                                      |                                      |                                      |                                      |                                      |                                      |                                      |                                      |                                      |                                      |                                      |                                      |                                      |                                      |                                      |                                      |                                      |                                      |
| 第6話                                          | 雨後                                 | 長田絵里                             | 長田絵里                               | 長田絵里 | 長田絵里                                              | 11月7日                              |                                      |                                      |                                      |                                      |                                      |                                      |                                      |                                      |                                      |                                      |                                      |                                      |                                      |                                      |                                      |                                      |                                      |                                      |
| 第7話                                          | 急襲                                 | 鹿間貴裕                             | 朴性厚                                 | 会津五月 野田友美 | 小林由美                                              | 11月14日                             |                                      |                                      |                                      |                                      |                                      |                                      |                                      |                                      |                                      |                                      |                                      |                                      |                                      |                                      |                                      |                                      |                                      |                                      |
| 第8話                                          | 退屈                                 | 平川哲生                             | 御所園翔太                             | 高田陽介 丹羽弘美 前澤弘美 崎口さおり | 西位輝実                                              | 11月21日                             |                                      |                                      |                                      |                                      |                                      |                                      |                                      |                                      |                                      |                                      |                                      |                                      |                                      |                                      |                                      |                                      |                                      |                                      |
| 第1期「幼魚と逆罰編」（第9話 - 第13話）        |                                      |                                      |                                        | |                                                       |                                      |                                      |                                      |                                      |                                      |                                      |                                      |                                      |                                      |                                      |                                      |                                      |                                      |                                      |                                      |                                      |                                      |                                      |                                      |
| 第9話                                          | 幼魚と逆罰                           | 竹下良平                             | 竹下良平                               | 吉崎雅博 山崎杏理 井出上義英 佐々木守 | 小磯沙矢香                                            | 11月28日                             |                                      |                                      |                                      |                                      |                                      |                                      |                                      |                                      |                                      |                                      |                                      |                                      |                                      |                                      |                                      |                                      |                                      |                                      |
| 第10話                                         | 無為転変                             | 高橋賢                               | 高橋賢                                 | 野田友美 会津五月 崎口さおり 佐々木守 | 小林由美                                              | 12月5日                              |                                      |                                      |                                      |                                      |                                      |                                      |                                      |                                      |                                      |                                      |                                      |                                      |                                      |                                      |                                      |                                      |                                      |                                      |
| 第11話                                         | 固陋蠢愚                             | 大城美幸                             | 筑紫大介                               | 長田絵里 丹羽弘美 | 長田絵里                                              | 12月12日                             |                                      |                                      |                                      |                                      |                                      |                                      |                                      |                                      |                                      |                                      |                                      |                                      |                                      |                                      |                                      |                                      |                                      |                                      |
| 第12話                                         | いつかの君へ                         | 木﨑文智                             | 赤井方尚                               | 赤井方尚 内田陽子 | 清水貴子                                              | 12月19日                             |                                      |                                      |                                      |                                      |                                      |                                      |                                      |                                      |                                      |                                      |                                      |                                      |                                      |                                      |                                      |                                      |                                      |                                      |
| 第13話                                         | また明日                             | 田中宏紀                             | 田中宏紀                               | 田中宏紀 伊藤進也 北村晋哉 | 西位輝実                                              | 12月26日                             |                                      |                                      |                                      |                                      |                                      |                                      |                                      |                                      |                                      |                                      |                                      |                                      |                                      |                                      |                                      |                                      |                                      |                                      |
| 第1期「京都姉妹校交流会編」（第14話 - 第21話） |                                      |                                      |                                        | |                                                       |                                      |                                      |                                      |                                      |                                      |                                      |                                      |                                      |                                      |                                      |                                      |                                      |                                      |                                      |                                      |                                      |                                      |                                      |                                      |
| 第14話                                         | 京都姉妹校交流会－団体戦(0)－        | 大城美幸                             | 西澤千恵                               | 佐野誉幸 内田陽子 西澤千恵 | 山崎杏理                                              | 2021年 1月16日                       |                                      |                                      |                                      |                                      |                                      |                                      |                                      |                                      |                                      |                                      |                                      |                                      |                                      |                                      |                                      |                                      |                                      |                                      |
| 第15話                                         | 京都姉妹校交流会－団体戦(1)－        | 阿部英明                             | 阿部英明                               | 丹羽弘美 会津五月 | 長田絵里                                              | 1月23日                              |                                      |                                      |                                      |                                      |                                      |                                      |                                      |                                      |                                      |                                      |                                      |                                      |                                      |                                      |                                      |                                      |                                      |                                      |
| 第16話                                         | 京都姉妹校交流会－団体戦(2)－        | 中園真登                             | 中園真登                               | 佐野誉幸 野田友美 五十嵐祐貴 | 西位輝実                                              | 1月30日                              |                                      |                                      |                                      |                                      |                                      |                                      |                                      |                                      |                                      |                                      |                                      |                                      |                                      |                                      |                                      |                                      |                                      |                                      |
| 第17話                                         | 京都姉妹校交流会－団体戦(3)－        | 御所園翔太                           | 御所園翔太                             | 矢島陽介 吉崎雅博 井手上義英 | 小磯沙矢香                                            | 2月6日                               |                                      |                                      |                                      |                                      |                                      |                                      |                                      |                                      |                                      |                                      |                                      |                                      |                                      |                                      |                                      |                                      |                                      |                                      |
| 第18話                                         | 賢者                                 | 木崎文智                             | 高田陽介                               | 高田陽介 山崎杏理 会津五月 北村晋哉 | 小林由美                                              | 2月13日                              |                                      |                                      |                                      |                                      |                                      |                                      |                                      |                                      |                                      |                                      |                                      |                                      |                                      |                                      |                                      |                                      |                                      |                                      |
| 第19話                                         | 黒閃                                 | 中山竜                               | 中山竜                                 | 内田陽子 崎口さおり hmng 伊藤進也 矢島陽介 | 西位輝実                                              | 2月20日                              |                                      |                                      |                                      |                                      |                                      |                                      |                                      |                                      |                                      |                                      |                                      |                                      |                                      |                                      |                                      |                                      |                                      |                                      |
| 第20話                                         | 規格外                               | 木崎文智                             | 赤井方尚                               | 赤井方尚 坂本ひろみ | 清水貴子                                              | 2月27日                              |                                      |                                      |                                      |                                      |                                      |                                      |                                      |                                      |                                      |                                      |                                      |                                      |                                      |                                      |                                      |                                      |                                      |                                      |
| 第21話                                         | 呪術甲子園                           | 梅本唯                               | 梅本唯                                 | 吉崎雅博 井出上義英 丹羽弘美 北村晋哉 高田陽介 坂本ひろみ 崎口さおり                                                                                             | 長田絵里                                              | 3月6日                               |                                      |                                      |                                      |                                      |                                      |                                      |                                      |                                      |                                      |                                      |                                      |                                      |                                      |                                      |                                      |                                      |                                      |                                      |
| 第1期「起首雷同編」 （第22話 - 第24話）        |                                      |                                      |                                        | |                                                       |                                      |                                      |                                      |                                      |                                      |                                      |                                      |                                      |                                      |                                      |                                      |                                      |                                      |                                      |                                      |                                      |                                      |                                      |                                      |
| 第22話                                         | 起首雷同                             | 神谷友美                             | 神谷友美                               | 長谷川早紀 井川麗奈 | -                                                     | 3月13日                              |                                      |                                      |                                      |                                      |                                      |                                      |                                      |                                      |                                      |                                      |                                      |                                      |                                      |                                      |                                      |                                      |                                      |                                      |
| 第23話                                         | 起首雷同－弐－                       | 朴性厚                               | 西澤千恵                               | 野田友美 矢島陽介 内田陽子 井川麗奈 長谷川早紀 | 西位輝実 小林由美                                     | 3月20日                              |                                      |                                      |                                      |                                      |                                      |                                      |                                      |                                      |                                      |                                      |                                      |                                      |                                      |                                      |                                      |                                      |                                      |                                      |
| 第24話                                         | 共犯                                 | 朴性厚                               | 朴性厚                                 | 髙田陽介 赤井方尚 坂本ひろみ 井手上義英 山崎杏理 崎口さおり 矢島陽介 丹羽弘美                                                                                    | 清水貴子 小磯沙矢香 長田絵里                          | 3月27日                              |                                      |                                      |                                      |                                      |                                      |                                      |                                      |                                      |                                      |                                      |                                      |                                      |                                      |                                      |                                      |                                      |                                      |                                      |
| 第2期「懐玉・玉折」（第25話 - 第29話）         |                                      |                                      |                                        | |                                                       |                                      |                                      |                                      |                                      |                                      |                                      |                                      |                                      |                                      |                                      |                                      |                                      |                                      |                                      |                                      |                                      |                                      |                                      |                                      |
| 第25話                                         | 懐玉                                 | 御所園翔太                           | 御所園翔太                             | 奥田哲平 矢島陽介 中山智代 三谷高史 | 小磯沙矢香                                            | 2023年 7月6日                        |                                      |                                      |                                      |                                      |                                      |                                      |                                      |                                      |                                      |                                      |                                      |                                      |                                      |                                      |                                      |                                      |                                      |                                      |
| 第26話                                         | 懐玉-弐-                             | 高田陽介                             | 高田陽介                               | 阿部楓子 山﨑絵美 高田陽介 清水裕輔 島田千裕 中西優里香 オ スミン                                                                                                | 森光恵                                                | 7月13日                              |                                      |                                      |                                      |                                      |                                      |                                      |                                      |                                      |                                      |                                      |                                      |                                      |                                      |                                      |                                      |                                      |                                      |                                      |
| 第27話                                         | 懐玉-参-                             | 宮島直樹                             | 宮島直樹                               | 野田友美 山本彩 山崎杏理 佐藤聖菜 | 井川麗奈 清水貴子 小磯沙矢香                          | 7月20日                              |                                      |                                      |                                      |                                      |                                      |                                      |                                      |                                      |                                      |                                      |                                      |                                      |                                      |                                      |                                      |                                      |                                      |                                      |
| 第28話                                         | 懐玉-肆-                             | 今井有文                             | 今井有文                               | 矢島陽介 丹羽弘美 貞元北斗 佐藤聖菜 | 矢島陽介                                              | 7月27日                              |                                      |                                      |                                      |                                      |                                      |                                      |                                      |                                      |                                      |                                      |                                      |                                      |                                      |                                      |                                      |                                      |                                      |                                      |
| 第29話                                         | 玉折                                 | 御所園翔太                           | なかがわあつし                         | 新沼拓也 山﨑爽太 | 山﨑爽太                                              | 8月3日                               |                                      |                                      |                                      |                                      |                                      |                                      |                                      |                                      |                                      |                                      |                                      |                                      |                                      |                                      |                                      |                                      |                                      |                                      |
| 第2期「渋谷事変」（第30話 - 第47話）           |                                      |                                      |                                        | |                                                       |                                      |                                      |                                      |                                      |                                      |                                      |                                      |                                      |                                      |                                      |                                      |                                      |                                      |                                      |                                      |                                      |                                      |                                      |                                      |
| 第30話                                         | そういうこと                         | 愛敬亮太                             | 愛敬亮太                               | 井川麗奈 崎口さおり 伊藤進也 佐藤聖菜 西島央桐 宇田早輝子 野田友美                                                                                               | 井川麗奈 小磯沙矢香                                   | 8月31日                              |                                      |                                      |                                      |                                      |                                      |                                      |                                      |                                      |                                      |                                      |                                      |                                      |                                      |                                      |                                      |                                      |                                      |                                      |
| 第31話                                         | 宵祭り                               | よーと 奥田哲平                      | よーと なかがわあつし                  | 丹羽弘美 野田友美 三谷高史 北村晋哉 飯島弘也 宮島直樹 伊藤進也 崎口さおり                                                                                        | 森光恵                                                | 9月7日                               |                                      |                                      |                                      |                                      |                                      |                                      |                                      |                                      |                                      |                                      |                                      |                                      |                                      |                                      |                                      |                                      |                                      |                                      |
| 第32話                                         | 渋谷事変                             | 北久保弘之                           | 北久保弘之                             | 山本彩 大房彩花 | 矢島陽介                                              | 9月15日                              |                                      |                                      |                                      |                                      |                                      |                                      |                                      |                                      |                                      |                                      |                                      |                                      |                                      |                                      |                                      |                                      |                                      |                                      |
| 第33話                                         | 渋谷事変 開門                        | 御所園翔太                           | 奥田哲平                               | 奥田哲平 飯野雄大 中西優里香 藤原優花 | 小磯沙矢香 矢島陽介 森光恵                            | 9月22日                              |                                      |                                      |                                      |                                      |                                      |                                      |                                      |                                      |                                      |                                      |                                      |                                      |                                      |                                      |                                      |                                      |                                      |                                      |
| 第34話                                         | 昏乱                                 | 高田陽介                             | 高田陽介                               | 高田陽介 宮下香花 魯亞芝 崎口さおり 山﨑絵美 北村晋哉 | 井川麗奈                                              | 9月29日                              |                                      |                                      |                                      |                                      |                                      |                                      |                                      |                                      |                                      |                                      |                                      |                                      |                                      |                                      |                                      |                                      |                                      |                                      |
| 第35話                                         | 降霊                                 | 黒崎隼人                             | 黒崎隼人                               | 山崎杏理 西島央桐 山本彩 大房彩花 伊藤進也 中山智代 中西優里香 矢島陽介 丹羽弘美                                                                                 | 矢島陽介 丹羽弘美 井川麗奈                            | 10月6日                              |                                      |                                      |                                      |                                      |                                      |                                      |                                      |                                      |                                      |                                      |                                      |                                      |                                      |                                      |                                      |                                      |                                      |                                      |
| 第36話                                         | 鈍刀                                 | 大久保俊介                           | 大久保俊介                             | 大久保俊介 渡部尭晧 高田陽介 山本彩 飯野雄大 魯亞芝 北村晋哉 阿部楓子 鈴木健史 かもすと                                                                          | 小磯沙矢香 井川麗奈 山﨑爽太                          | 10月12日                             |                                      |                                      |                                      |                                      |                                      |                                      |                                      |                                      |                                      |                                      |                                      |                                      |                                      |                                      |                                      |                                      |                                      |                                      |
| 第37話                                         | 赫鱗                                 | 荒井和人 砂小原巧                    | 荒井和人 砂小原巧                      | 野田友美 崎口さおり 大房彩花 高田陽介 藤原優花 中西優里香 伊藤進也 山本彩 中山智代 北村晋哉 西島央桐 山崎杏理 Roccia Nobili                                      | 矢島陽介 森光恵                                       | 10月19日                             |                                      |                                      |                                      |                                      |                                      |                                      |                                      |                                      |                                      |                                      |                                      |                                      |                                      |                                      |                                      |                                      |                                      |                                      |
| 第38話                                         | 揺蕩                                 | 龍田洞                               | 龍田洞                                 | 庄一 渡部尭晧 山本彩 島田千裕 野田友美 中西優里香 藤原優花 飯野雄大 山﨑絵美 北村晋哉 伊藤進也 Roccia Nobili                                                     | 杉山和隆 駿 矢島陽介                                  | 10月26日                             |                                      |                                      |                                      |                                      |                                      |                                      |                                      |                                      |                                      |                                      |                                      |                                      |                                      |                                      |                                      |                                      |                                      |                                      |
| 第39話                                         | 揺蕩-弐-                             | 阿保孝雄 椅子汰                      | 椅子汰 愛敬亮太 黒崎隼人 奥田哲平 飛鴻 | 奥田哲平 魯亞芝 渡部尭晧 中山智代 島田千裕 藤原優花 野田友美 山本彩 Roccia Nobili 崎口さおり 江田玲美 飯島弘也 北村晋哉 中西優里香 のんの 中冶無 周昊駿          | 井川麗奈 魯亞芝                                       | 11月2日                              |                                      |                                      |                                      |                                      |                                      |                                      |                                      |                                      |                                      |                                      |                                      |                                      |                                      |                                      |                                      |                                      |                                      |                                      |
| 第40話                                         | 霹靂                                 | 土上いつき                           | 土上いつき                             | 丹羽弘美 石井百合子 | 山﨑爽太                                              | 11月9日                              |                                      |                                      |                                      |                                      |                                      |                                      |                                      |                                      |                                      |                                      |                                      |                                      |                                      |                                      |                                      |                                      |                                      |                                      |
| 第41話                                         | 霹靂-弐-                             | 土上いつき 伍柏諭 山崎晴美           | 土上いつき 伍柏諭 山崎晴美             | 山﨑爽太 矢島陽介 石井百合子 青木一紀 | -                                                     | 11月16日                             |                                      |                                      |                                      |                                      |                                      |                                      |                                      |                                      |                                      |                                      |                                      |                                      |                                      |                                      |                                      |                                      |                                      |                                      |
| 第42話                                         | 理非                                 | 御所園翔太                           | 御所園翔太 高田陽介                    | 野田友美 丹羽弘美 高田陽介 魯亞芝 伊藤進也 崎口さおり 山本彩 中山智代 なかがわあつし                                                                             | 小磯沙矢香 森光恵                                     | 11月23日                             |                                      |                                      |                                      |                                      |                                      |                                      |                                      |                                      |                                      |                                      |                                      |                                      |                                      |                                      |                                      |                                      |                                      |                                      |
| 第43話                                         | 理非-弐-                             | 宮島直樹                             | 宮島直樹                               | 宮島直樹 為水翔太郎 奥田哲平 阿部楓子 島田千裕 野田友美 山本彩 中山智代 北村晋哉 山崎杏理 なかがわあつし 瀬尾健 Roccia Nobili                                    | 井川麗奈                                              | 11月30日                             |                                      |                                      |                                      |                                      |                                      |                                      |                                      |                                      |                                      |                                      |                                      |                                      |                                      |                                      |                                      |                                      |                                      |                                      |
| 第44話                                         | 理非-参-                             | 德野雄士                             | 德野雄士                               | 平松禎史 林明美 秋田学 石川佳代子 鈴木幸江 小泉初栄 駿 野田友美 魯亞芝 島田千裕 飯野雄大 中西優里香 菊池有騎 瀬尾健 のんの                                       | 丹羽弘美 山﨑爽太 森光恵 石井百合子                   | 12月7日                              |                                      |                                      |                                      |                                      |                                      |                                      |                                      |                                      |                                      |                                      |                                      |                                      |                                      |                                      |                                      |                                      |                                      |                                      |
| 第45話                                         | 変身                                 | 阿久津徹也                           | 阿久津徹也                             | 渡部尭晧 山本彩 庄一 中山智代 高原修司 池田智志 崎口さおり 江田玲美 野田友美 岸香織 Roccia Nobili 北村晋哉 藤田亜耶乃 立花昌之 黒崎隼人 島田千裕 金田莉子 邱明哲 | 矢島陽介 小磯沙矢香 山﨑爽太 丹羽弘美                 | 12月14日                             |                                      |                                      |                                      |                                      |                                      |                                      |                                      |                                      |                                      |                                      |                                      |                                      |                                      |                                      |                                      |                                      |                                      |                                      |
| 第46話                                         | 変身-弐-                             | 愛敬亮太                             | 愛敬亮太 高田陽介                      | 高田陽介 魯亞芝 中山智代 奥田哲平 山本彩 野田友美 渡部尭晧 飯野雄大 大房彩花 崎口さおり 池田智志 ほうわ 島田千裕 北村晋哉 オ スミン 山崎杏理 Roccia Nobili       | 井川麗奈 矢島陽介 石井百合子 森光恵 山﨑爽太 丹羽弘美 | 12月22日                             |                                      |                                      |                                      |                                      |                                      |                                      |                                      |                                      |                                      |                                      |                                      |                                      |                                      |                                      |                                      |                                      |                                      |                                      |
| 第47話                                         | 渋谷事変 閉門                        | 御所園翔太                           | 御所園翔太                             | 高田陽介 魯亞芝 池田智志 大房彩花 奥田哲平 伊藤進也 崎口さおり                                                                                                   | 小磯沙矢香 丹羽弘美 井川麗奈 矢島陽介 山﨑爽太        | 12月28日                             |                                      |                                      |                                      |                                      |                                      |                                      |                                      |                                      |                                      |                                      |                                      |                                      |                                      |                                      |                                      |                                      |                                      |                                      |

## 放送局
| 放送期間 | 放送時間                     | 放送局                                 | 対象地域 | 備考                                        |
| --- | ---------------------------- | -------------------------------------- | -------- | ------------------------------------------- |
| 2020年10月3日 - 2021年3月27日 | 土曜 1:25 - 1:55（金曜深夜） | 毎日放送（製作参加） ほかTBS系列全28局 | 日本国内 | 連動データ放送 / 『スーパーアニメイズム』枠 |
| 2020年11月7日 - 2021年5月15日 | 土曜 22:00 - 22:30           | アニマックス                           | 日本全域 | BS/CS放送 / リピート放送あり                |
| 全局で字幕放送を実施。 TBS系列では、虎杖悠仁役の榎木淳弥と東堂葵役の木村昴による特別番組『新春特番『呪術廻戦』今からでも間に合う 見逃して後悔はしたくない！スペシャル！』が2021年1月9日に本放送と同枠にて放送された。 また、同系列では2022年4月3日から9月11日にかけて『日5』枠にて再放送された。同放送では、副音声にてキャストによるオーディオコメンタリーを実施のほか、キャストによる新録パートも放送。 |                              |                                        |          |                                             |

| 配信開始日     | 配信時間                     | 配信サイト |
| -------------- | ---------------------------- | --- |
| 2020年10月3日  | 土曜 2:00（金曜深夜） 更新   | GYAO! TVer MBS動画イズム Amazon Prime Video dTV dアニメストア （本店・ニコニコ支店・for Prime Video） Netflix U-NEXT アニメ放題 バンダイチャンネル ひかりTV PlayStation Video COCORO VIDEO DMM.com GYAO!ストア HAPPY!動画 music.jp TSUTAYA TV ビデオマーケット クランクイン！ビデオ |
| 2020年10月4日  | 日曜 12:00 更新              | ABEMAビデオ FOD Hulu あにてれ |
| 2020年10月5日  | 月曜 12:00 更新              | J:COMオンデマンド TELASA auスマートパスプレミアム |
| 2020年10月9日  | 金曜 0:00 - 0:30（木曜深夜） | ABEMA |
| 2020年10月10日 | 土曜 0:30（金曜深夜） 更新   | ニコニコチャンネル |

| 放送期間 | 放送時間               | 放送局                                 | 対象地域 | 備考                      |
| --- | ---------------------- | -------------------------------------- | -------- | ------------------------- |
| 2023年7月6日 - 12月28日 | 木曜 23:56 - 金曜 0:26 | 毎日放送（製作参加） ほかTBS系列全28局 | 日本国内 |                           |
| 2023年7月9日 - 12月31日 | 日曜 21:00 - 21:30     | AT-X                                   | 日本全域 | CS放送 / リピート放送あり |
| 2023年8月5日 - | 土曜 20:00 - 20:30     | アニマックス                           | 日本全域 | BS/CS放送                 |
| 全局で字幕放送を実施。 TBS系列では、本放送前週の7月1日に特別番組『『呪術廻戦』劇場版&第2期放送直前スペシャル！』が『スーパーアニメイズム』枠にて放送された。出演は榎木淳弥。 また、第29話放送の翌週の8月10日には｢懐玉・玉折」および劇場アニメの総集編となる「閑話前編」、その翌週の8月17日には第1期の総集編となる「閑話後編」が放送された。 |                        |                                        |          |                           |

| 配信開始日   | 配信時間                       | 配信サイト |
| ------------ | ------------------------------ | --- |
| 2023年7月7日 | 金曜 0:26（木曜深夜） 順次更新 | ABEMAビデオ DMM TV dアニメストア（本店・ニコニコ支店・for Prime Video） FOD Hulu J:COMオンデマンドメガパック Lemino Amazon Prime Video milplus Netflix TELASA U-NEXT WOWOWオンデマンド アニメタイムズ アニメ放題 auスマートパスプレミアム Disney+ バンダイチャンネル ふらっと動画 HAPPY!動画 MBS動画イズム music.jp クランクイン！ビデオ ビデオマーケット ムービーフルPlus TVer |
|              | 金曜 0:30（木曜深夜） 更新     | ニコニコチャンネル |
|              | 金曜 0:30 - 1:00（木曜深夜）   | ニコニコ生放送 [ 59 ] ABEMA [ 60 ] |

### 日本国外での放送・配信
アメリカ合衆国のアニメ配信サービスCrunchyrollは、配信前の2020年8月から番組のプロモーションを展開しており、日本でアニメが放送されるのに合わせて欧米向けの同時配信（字幕版・翻訳吹き替え版）を実施した。

## BD / DVD
| 巻 | 発売日        | 収録話          | 規格品番   | 規格品番   |
| 巻 | 発売日        | 収録話          | BD初回盤   | DVD初回盤  |
| -- | ------------- | --------------- | ---------- | ---------- |
| 1  | 2021年1月20日 | 第1話 - 第3話   | TBR-31017D | TDV-31025D |
| 2  | 2021年2月17日 | 第4話 - 第6話   | TBR-31018D | TDV-31026D |
| 3  | 2021年3月17日 | 第7話 - 第9話   | TBR-31019D | TDV-31027D |
| 4  | 2021年4月21日 | 第10話 - 第12話 | TBR-31020D | TDV-31028D |
| 5  | 2021年5月26日 | 第13話 - 第15話 | TBR-31021D | TDV-31029D |
| 6  | 2021年6月23日 | 第16話 - 第18話 | TBR-31022D | TDV-31030D |
| 7  | 2021年7月21日 | 第19話 - 第21話 | TBR-31023D | TDV-31031D |
| 8  | 2021年8月18日 | 第22話 - 第24話 | TBR-31024D | TDV-31032D |

| 巻 | 発売日         | 収録話          | 規格品番   | 規格品番   |
| 巻 | 発売日         | 収録話          | BD初回盤   | DVD初回盤  |
| -- | -------------- | --------------- | ---------- | ---------- |
| 1  | 2023年10月18日 | 第25話 - 第27話 | TBR-33195D | TDV-33196D |
| 2  | 2023年11月22日 | 第28話 - 第29話 | TBR-33197D | TDV-33198D |

| 巻 | 発売日         | 収録話          | 規格品番   | 規格品番   |
| 巻 | 発売日         | 収録話          | BD初回盤   | DVD初回盤  |
| -- | -------------- | --------------- | ---------- | ---------- |
| 1  | 2023年12月20日 | 第30話 - 第32話 | TBR-33199D | TDV-33200D |
| 2  | 2024年1月24日  | 第33話 - 第35話 | TBR-33201D | TDV-33202D |
| 3  | 2024年2月21日  | 第36話 - 第38話 | TBR-33203D | TDV-33204D |
| 4  | 2024年3月20日  | 第39話 - 第41話 | TBR-33205D | TDV-33206D |
| 5  | 2024年4月17日  | 第42話 - 第44話 | TBR-33207D | TDV-33208D |
| 6  | 2024年5月22日  | 第45話 - 第47話 | TBR-33209D | TDV-33210D |

## ポッドキャスト
いずれもSpotifyにて配信され、パーソナリティは虎杖悠仁役の榎木淳弥が担当する。
第1期『呪術廻戦 じゅじゅとーく』は、2021年1月22日から7月2日まで毎週土曜21時に配信された。また、テレビアニメ第1期の再放送に合わせて、同放送での副音声にて実施されたオーディオコメンタリーの配信に、配信限定のトークコーナーを追加した『呪術廻戦 じゅじゅとーく + オーディオコメンタリー』が、2022年4月3日から9月12日まで毎週日曜17時30分に配信された。
第2期『呪術廻戦 じゅじゅとーく ニキ』は、2023年7月6日より毎週木曜19時に配信中。

## 反響
テレビアニメ第1期のオープニング映像はスタイリッシュな演出がインターネット上で話題となり、番組側がYouTubeで公開したノンクレジット映像は2020年10月12日15時の時点で再生回数が380万回を突破した。第2話の配信に合わせて番組側がYoutubeで公開したノンクレジットのエンディング映像も、同時点で再生回数が100万回を突破した。初回放送時には、アメリカやフランス、スペインやメキシコのTwitterにトレンド入りした。

## 評価
ライターの米田果織はアニメ！アニメ！に寄せた記事の中で、テレビアニメ版第1期について「バトルシーンの描写も圧巻で、躍動感溢れるカメラワークに惚れ惚れ。臨場感たっぷりの演出に、“MAPPAの本気”が伺えた」と述べている。また米田はテレビアニメ版で五条を演じた中村悠一の演技について、「アニメでは、生徒を前におどけるシーンが多い五条先生だが、虎杖が命を落としたと思われた時や、特級呪霊・漏瑚と戦う際にクールな声色を披露しており、そのギャップに魅せられるものがある」と評価している。
アメリカのライターのチンギー・ニア（Chingy Nea）はPolygon に寄せたレビューの中で、主人公の虎杖はこれまでのジャンプ主人公のようなキャラクター性を有しているが、従来の少年漫画の主人公が自分の力で周りの世界を変えていくのに対し、『呪術廻戦』ではそれができない点が新しいと述べている。ニアは、悪霊や化け物ではなく、人間のネガティブな感情から生まれた「呪い」を主題としている点が人間的でもあるとし、負の感情は一生付きまとうようだが、それを克服して生きていけるというメッセージ性から、21世紀の現代社会に焦点を当てた作品として秀逸であると評価している。

### 受賞歴・ランキング
アニメの配信プラットフォームの一つであるdアニメストアが企画した「2020秋アニメ何見てる?」では、総投票数151,791票のうち9,381票を占め、女性ランキングと男女総合ランキング1位を獲得したほか、男性ランキングでは5位にランクインした。
Crunchyrollが主宰するクランチロール・アニメアワード2021 にて、本作の第1期がアニメ・オブ・ザ・イヤーに選ばれたほか、「LOST IN PARADISE」が「最優秀エンディング賞」、両面宿儺が「最優秀悪役賞」に選ばれた。
2021年12月、『ニュータイプアニメアワード2020 - 2021』において、作品賞（TV部門）・脚本賞・スタジオ賞の計3冠を達成した。
Yahoo!検索大賞2021アニメ部門で2位を獲得した。
東京アニメアワード2022で劇場公開部門優秀賞を受賞した。
2023年、第17回声優アワードでシナジー賞を受賞した。
クランチロール・アニメアワード2024において、第2期「懐玉・玉折」がアニメ・オブ・ザ・イヤー、最優秀キャラクターデザイン賞、最優秀監督賞、最優秀撮影賞、最優秀アクション作品賞、最優秀助演キャラクター賞（五条悟）、最優秀オープニング賞、最優秀エンディング賞を受賞した。
2024年4月16日、「世界でもっとも需要の高いテレビアニメ番組」として2025年版のギネス世界記録に登録されることが発表された。

## 劇場アニメ

### 劇場版 呪術廻戦 ０
『呪術廻戦』の劇場アニメ第1作『劇場版 呪術廻戦 ０』（げきじょうばん じゅじゅつかいせん ゼロ）が2021年12月24日に、東宝の配給によりIMAX版とともに公開された。漫画『呪術廻戦』の前日譚を描く『呪術廻戦 ０ 東京都立呪術高等専門学校』を原作としている。
2022年3月11日、第45回日本アカデミー賞優秀アニメーション作品賞を受賞。
2022年5月29日をもって上映が終了した。
同年9月21日にBlu-ray (TBR-32011D) およびDVD (TDV-32012D) が発売された。

#### 製作（０）
美術
劇場版の制作にあたり、スタッフは「呪術高専は変わらない」という認識を重視した一方、その広大さを表現するため、テレビシリーズよりもリアルな背景を作った。
テレビシリーズから引き続き監督を務める朴性厚は、映画館の大画面では観客の視界に飛び込む情報量がテレビの画面よりも大きいため、よりリアルな背景を描こうと考えたとまんたんウェブとのインタビューの中で語っており、「[前略]0巻は物語が春からスタートして冬までと時系列がシンプルなので、コントラストを強めにして季節の移ろいを見せながら、よりリアルな世界観を描きたかった。実写に近い感じですね」と述べている。
また、テレビシリーズとの違いを出すため、画面の比率にはシネマスコープ（横2.35：縦1）が採用された。この画角ではキャラクター中心で撮影するとキャラクターの周りに余計な空白ができる欠点があるものの、カメラのスピード感を出せるという利点もあった。テレビシリーズではカメラの回転による実写さながらの手振れや画ぶれで迫力を出せたものの、シネマスコープでそれを多用すると画面が揺れすぎて見づらくなるため、制作にあたっては、画面が揺れすぎていないかを検証する措置が取られた。
演技・キャスティング
劇場版の主人公・乙骨憂太役には、原作者・芥見下々の意向、並びにテレビシリーズのスタッフからの推薦で、少年の役を多く演じてきた緒方恵美が起用された。乙骨は劇場版から登場するキャラクターであるがゆえに一から役作りをする必要があり、緒方自身も他者を傷つけぬことを主軸としてきた乙骨が、夏油から「女誑し」呼ばわりされるまでの変化を自然な形で一本化するのに苦労したと、ebookJapanとのインタビューの中で振り返っている。通常は本編の流れに沿って収録が行われるが、本作はCOVID-19の流行下だったこともあり、本編とは異なる順序でのアフレコとなった。このことも役作りの障壁になったと緒方は述べており、途中で自分の中の感覚とのずれに気づき、スタッフと相談のうえで冒頭から緒方のみ個別に収録したと振り返っている。
音楽
音楽はテレビシリーズと同じ作曲家が引き続き手掛けている。
そのうちの一人である照井順政は、劇場版とテレビシリーズの違いとして、オーケストレーションの規模と、劇場感のある壮大なイメージであると2023年のインタビューの中で挙げている。とくに後者については密室的で緻密な音というよりはむしろ、有機的でオーケストラが壮大に奏でるような映画的なイメージをしたと話しており、制作側からも、テレビシリーズから基本的な方針は変えずに、大きなスクリーンで見た際の迫力や広がりを意識してほしいという発注があったことを明かしている。
劇場版は、乙骨たちの鍛錬を描いた日常の場面や、百鬼夜行、そして呪術高専での乙骨と夏油の対決など場面転換が多く、テンポ感の調整には苦心したと朴はまんたんウェブとのインタビューの中で述べており、音楽プロデューサーの小林健樹にはなるべくシーン間の途切れをなくした音楽を作ってほしいと発注したとも振り返っている。

#### スタッフ（０）
- 原作 - 芥見下々『呪術廻戦 0 東京都立呪術高等専門学校』
- 監督 - 朴性厚
- 副監督 - 梅本唯
- 脚本 - 瀬古浩司
- 絵コンテ - 朴性厚、梅本唯、大城美幸、木﨑文智
- 演出 - 朴性厚、梅本唯、大城美幸、赤井方尚、高田陽介
- 作画監督 - 赤井方尚、高田陽介、矢島陽介、井川麗奈、内田陽子、服部聰志、西野理恵、片山貴仁、野田友美、西澤千恵、山崎杏理、北村晋哉、伊藤進也、関みなみ、松浦力、田中宏紀
- 呪霊作画監督 - 飯島弘也、佐野誉幸
- 総作画監督 - 小磯沙矢香、清水貴子、西位輝実、小林由美
- キャラクターデザイン - 平松禎史
- サブキャラクターデザイン - 小磯沙矢香、清水貴子、西位輝実、高田陽介
- 呪霊デザイン - 飯島弘也、温泉中也
- プロップデザイン - 飯島弘也、川元まりこ
- 美術監修 - 東潤一
- 美術監督 - e-カエサル
- 美術設定 - 中島美佳、松田春香、大久保知江
- 色彩設計 - 鎌田千賀子
- CGIプロデューサー - 淡輪雄介
- 3DCGディレクター - 木村謙太郎
- 撮影監督 - 伊藤哲平
- 編集 - 柳圭介
- 音響監督 - 藤田亜紀子
- 音響制作 - dugout
- 音楽 - 堤博明、照井順政、桶狭間ありさ
- 音楽プロデューサー - 小林健樹
- プロデューサー - 松谷浩明、齋藤雅哉、村井佑梨羽、木村誠、大森達也、前田俊博
- アニメーションプロデューサー - 瀬下恵介
- 制作 - MAPPA
- 製作 - 「呪術廻戦」製作委員会（東宝、集英社、MAPPA、サムザップ、MBS）
- 配給 - 東宝

#### 主題歌（０）
全て作詞・作曲は常田大希、編曲・歌はKing Gnu、レコードレーベルはソニー・ミュージックレーベルズ。
「一途」
主題歌。エンディングテーマの後に流れる。
「逆夢」
エンディングテーマ。エンドロールではこの曲が先に流れる。

#### 興行成績（０）
公開3日間で興行収入26億9000万円、観客動員数190万人を突破した。これは、2020年公開の『劇場版「鬼滅の刃」無限列車編』に次いで歴代2位の記録となった。公開43日目で興行収入100億円に達した。
|                                      | 動員数 （万人） | 動員数 （万人） | 動員数 （万人） | 興行収入 （億円） | 興行収入 （億円） | 備考                                                                                                  |
| 週末                                 | 週末            | 累計            | 週末            | 累計              |                   | 備考                                                                                                  |
| ------------------------------------ | --------------- | --------------- | --------------- | ----------------- | ----------------- | --- |
| 1週目の週末 （2021年12月25日・26日） | 1位             | 113.6           | 190.8           | 16.2              | 26.9              | 12月24日よりIMAX39館含む全国418館で劇場公開。平日初日、公開3日間の動員・興収共に歴代2位を記録。       |
| 2週目の週末 （2022年1月1日・2日）    | 1位             | 47.3            |                 | 6.2               | 54.7              | 1月3日までの累計動員431.4万人、興収58.7億円 。                                                        |
| 3週目の週末 （1月8日・9日）          | 2位             | 44.9            |                 | 6.4               | 74.3              | 1月10日までの累計動員567.2万人、興収77.1億円。                                                        |
| 4週目の週末 （1月15日・16日）        | 2位             | 32.2            | 628.8           | 4.5               | 85.8              | 歴代興収ランキング64位に浮上。                                                                        |
| 5週目の週末 （1月22日・23日）        | 1位             | 28.8            | 681.2           | 4.1               | 93.1              | 歴代興収ランキング50位に浮上。                                                                        |
| 6週目の週末 （1月29日・30日）        | 1位             | 16.9            | 719.1           | 2.4               | 98.4              | 歴代興収ランキング39位に浮上。                                                                        |
| 7週目の週末 （2月5日・6日）          | 1位             | 26.3            | 760.4           | 4.2               | 104.6             | 2月5日より全国80館で4D(MX4D、4DX)、全国5館でドルビーシネマの上映開始。 歴代興収ランキング34位に浮上。 |
| 8週目の週末 （2月12日・13日）        | 1位             | 15.9            | 800.0           | 2.3               | 110.9             | 歴代興収ランキング27位に浮上。                                                                        |
| 9週目の週末 （2月19日・20日）        | 1位             | 21.3            | 834.2           | 3.4               | 116.2             | |
| 10週目の週末 （2月26日・27日）       | 1位             | 12.1            | 866.9           | 1.8               | 121.1             | 歴代興収ランキング24位に浮上。                                                                        |
| 11週目の週末 （3月5日・6日）         | 3位             | 8.7             | 886.0           | 1.3               | 124.0             | 歴代興収ランキング22位に浮上。                                                                        |
| 12週目の週末 （3月12日・13日）       | 4位             |                 | 907.6           | 1.9               | 127.1             | 歴代興収ランキング21位に浮上。                                                                        |
| 13週目の週末 （3月19日・20日）       | 5位             |                 |                 | 1.0               | 129.6             | 3月21日までの累計動員928.1万人、興収130.1億円。 歴代興収ランキング20位に浮上。                        |
| 14週目の週末 （3月26日・27日）       | 6位             |                 | 938.7           | 0.7               | 131.6             | 歴代興収ランキング19位に浮上。                                                                        |
| 15週目の週末 （4月2日・3日）         | 7位             |                 | 950.4           | 0.5               | 133.2             | |
| 16週目の週末 （4月9日・10日）        | 圏外            |                 | 956.9           | 0.3               | 134.2             | 歴代興収ランキング18位に浮上。                                                                        |
| 17週目の週末 （4月16日・17日）       | 10位            |                 | 960.1           | 0.2               | 134.6             | |
| 18週目の週末 （4月23日・24日）       | 圏外            |                 | 962.8           | 0.2               | 135.0             | 歴代興収ランキング15位に浮上。                                                                        |
| 19週目の週末 （4月30日・5月1日）     | 圏外            |                 |                 | 0.2               | 135.5             | |
| 20週目の週末 （5月7日・8日）         | 圏外            |                 | 971.1           | 0.1               | 136.1             | |
| 21週目の週末 （5月14日・15日）       | 圏外            |                 |                 | 0.2               | 136.4             | |
| 22週目の週末 （5月21日・22日）       | 圏外            |                 | 975.4           | 0.2               | 136.7             | |
| 23週目の週末 （5月28日・29日）       | 8位             |                 | 980.8           | 0.6               | 137.5             | 最終興行収入は137.5億円。動員数980万人。歴代興収ランキング14位で終映。                                |

#### テレビ放送（０）

##### 特別番組
劇場アニメの公開に先立ち、中村悠一が演じる五条悟によるナビゲーション番組『『劇場版 呪術廻戦 0』公開記念ナビ特番 東京都立呪術高等専門学校 学校案内』が以下の放送局にて順次放送された。
| 放送日                           | 放送時間                     | 放送局         | 対象地域・備考        |
| -------------------------------- | ---------------------------- | -------------- | --------------------- |
| 2021年12月11日                   | 土曜 10:30 - 11:00           | 北日本放送     | 富山県                |
|                                  | 土曜 15:00 - 15:30           | 北陸放送       | 石川県                |
|                                  | 土曜 16:00 - 16:30           | 新潟放送       | 新潟県                |
| 2021年12月12日                   | 日曜 15:30 - 16:00           | 信越放送       | 長野県                |
| 2021年12月13日                   | 月曜 1:40 - 2:10（日曜深夜） | 東北放送       | 宮城県                |
| 2021年12月15日                   | 水曜 1:28 - 1:58（火曜深夜） | 山陰放送       | 鳥取県・島根県        |
| 2021年12月16日                   | 木曜 0:40 - 1:10（水曜深夜） | 北海道文化放送 | 北海道                |
| 2021年12月17日                   | 金曜 0:38 - 1:10（木曜深夜） | テレビ山口     | 山口県                |
| 2021年12月18日                   | 土曜 15:00 - 15:30           | 宮崎放送       | 宮崎県                |
|                                  | 土曜 15:25 - 15:55           | 琉球朝日放送   | 沖縄県                |
|                                  | 土曜 15:30 - 16:00           | 秋田放送       | 秋田県                |
|                                  |                              | RSK山陽放送    | 岡山県・香川県        |
|                                  |                              | RKB毎日放送    | 福岡県                |
|                                  | 土曜 16:00 - 16:30           | 静岡放送       | 静岡県                |
|                                  | 土曜 16:24 - 16:54           | あいテレビ     | 愛媛県                |
|                                  |                              | 熊本放送       | 熊本県                |
|                                  | 土曜 16:25 - 16:55           | テレビ岩手     | 岩手県                |
|                                  | 土曜 16:54 - 17:24           | テレビ高知     | 高知県                |
|                                  | 土曜 17:00 - 17:30           | 長崎放送       | 長崎県                |
| 2021年12月19日                   | 日曜 13:30 - 14:00           | テレビ山梨     | 山梨県                |
|                                  |                              | 大分放送       | 大分県                |
|                                  |                              | 南日本放送     | 鹿児島県              |
| 2021年12月22日                   | 水曜 1:25 - 1:55（火曜深夜） | 中国放送       | 広島県                |
|                                  | 水曜 2:47 - 3:17（火曜深夜） | 東海テレビ     | 中京広域圏            |
| 2021年12月23日                   | 木曜 13:30 - 14:00           | 福井放送       | 福井県                |
|                                  | 木曜 15:25 - 15:55           | 青森テレビ     | 青森県                |
| 2021年12月24日                   | 金曜 3:00 - 3:30（木曜深夜） | 毎日放送       | 近畿広域圏 / 製作参加 |
| 2021年12月26日                   | 日曜 16:00 - 16:30           | 青森放送       | 青森県                |
|                                  | 土曜 16:30 - 17:00           | テレビユー山形 | 山形県                |
|                                  |                              | 福島中央テレビ | 福島県                |
| 2021年12月30日                   | 木曜 12:30 - 13:00           | 琉球放送       | 沖縄県                |
| 関東広域圏では放送されていない。 |                              |                |                       |

また、毎日放送・TBS系列では、同年12月20日月曜23時56分から翌0時55分に『深夜に呪術廻戦好きが集まったら愛が溢れすぎたTV -じゅじゅTV-』が放送された。出演は川島明、井上裕介、岩井勇気、岡部麟、ZAZY、渋谷凪咲。

#### テレビ放映
テレビアニメ第2期放送前の特別番組として、2023年7月5日の19時から21時57分（JST）に毎日放送・TBS系列にて本作が地上波初放送された。平均世帯視聴率（関東地区、ビデオリサーチ調べ）は4.3％を記録した。
| 回数 | 放送局            | 番組名                                           | 放送形態       | 放送日         | 放送時間      | 放送分数 | 平均世帯 視聴率 | 備考            |
| ---- | ----------------- | ------------------------------------------------ | -------------- | -------------- | ------------- | -------- | --------------- | --------------- |
| 1    | WOWOWシネマ       | （なし）                                         | 全編ノーカット | 2023年5月27日  | 20:00 - 21:50 | 110分    |                 | 衛星初放送      |
| 2    | WOWOWプライム     | （なし）                                         | 全編ノーカット | 2023年5月28日  | 12:45 - 14:45 | 120分    |                 | [ 168 ]         |
| 3    | 毎日放送・TBS系列 | 『劇場版 呪術廻戦 0』 地上波TV初放送スペシャル！ |                | 2023年7月5日   | 19:00 - 21:57 | 177分    | 4.3%            | 地上波初放送    |
| 4    | アニマックス      | （なし）                                         | 全編ノーカット | 2023年12月24日 | 20:00 - 22:00 | 120分    |                 | [ 171 ] [ 172 ] |
| 5    | 毎日放送・TBS系列 | 家族でアニメナイト                               |                | 2025年3月19日  | 19:50 - 21:58 | 128分    | 2.5%            |                 |

### 第2作
テレビアニメ第2期の「懐玉・玉折」（第25話 - 第29話）の総集編を、劇場アニメとして2025年に公開予定。

## 関連書籍
ガイドブック
- 芥見下々『TVアニメ 呪術廻戦 公式スタートガイド』集英社〈愛蔵版コミックス〉、2020年10月7日第1刷発行（2020年10月2日発売[173]）、ISBN 978-4-08-792558-6
- 芥見下々『TVアニメ 呪術廻戦 1st season コンプリートブック』集英社〈愛蔵版コミックス〉、2021年10月9日第1刷発行（2021年10月4日発売[174]）、ISBN 978-4-08-792591-3
- 芥見下々『TVアニメ『呪術廻戦』懐玉・玉折／渋谷事変 公式ガイドブック』集英社〈愛蔵版コミックス〉、（2024年10月4日発売[175]）、ISBN 978-4-08-792622-4

ノベライズ
- 著者：北國ばらっど、原作：芥見下々、脚本：瀬古浩司『劇場版 呪術廻戦 0 ノベライズ』集英社〈JUMPjBOOKS〉、（2021年12月24日発売[176]）、ISBN 978-4-08-703519-3
- 著者：くまあたろう、原作：芥見下々、脚本：瀬古浩司『劇場版 呪術廻戦 0 ノベライズ みらい文庫版』集英社〈集英社みらい文庫〉、（2021年12月24日発売[177]）、ISBN 978-4-08-321697-8

## ゲーム

### コンピュータゲーム
呪術廻戦 ファントムパレード
東宝が企画・制作を、サムザップが企画・制作・開発・運営を行う、iOS / Android用のアプリゲーム。当初は2022年にリリース予定だったが、延期されたのち2023年11月21日にリリースされた。PC版もDMM GAMESにて2024年4月16日からリリースされており、アプリ版利用者もデータ連携を行うことでPCでのプレイも可能である。
アニメ版を再現したストーリーに加え、ゲームオリジナルの「福岡分校」が登場するシナリオが描かれる。
呪術廻戦 戦華双乱
バンダイナムコエンターテインメントによるNintendo Switch、PlayStation 5、PlayStation 4、Xbox Series X/S、Xbox One、PC（Steam）用の家庭用ゲーム。Nintendo Switch、PlayStation 5、PlayStation 4、Xbox Series X/S、Xbox Oneは2024年2月1日、PC（Steam）は2024年2月2日に発売された。
呪術師や呪霊たちから理想のタッグを組んで戦う、2vs2の対戦アクションゲーム。

### 体感型ゲーム
呪術廻戦×謎解きゲーム 謎の迷宮から生還せよ!
あそびファクトリー主催により、渋谷マルイ6階イベントスペースに開設された「あそびファクトリーのあそび場」周辺を開催地に周遊型の体感型謎解きゲームとして2021年1月28日から2月28日まで開催された。設定は、虎杖悠仁、伏黒恵、釘崎野薔薇の3人が、ある建物に巣食う呪詛師を倒す任務を与えられ、呪詛師の「謎を解かないと祓えず、この建物からも出られない」という術式による呪霊蔓延る迷宮から生還を目指して、謎を解き歩く。
呪術廻戦 謎ファイル
あそびファクトリーから持ち帰り型の体感型謎解きゲームグッズとして2021年2月発売。
- 虎杖悠仁ver「実戦呪業〜虎の巻〜」（制作：ハードナッツ）
- 伏黒恵ver「ある呪詛師の遺した手紙」（制作：よだかのレコード）
- 釘崎野薔薇ver「Nails N'Roses」（制作：ideaL）
- 五条悟ver「隠呪討祓」（制作：K-dush2）
- 狗巻棘ver「分断結界〜かつおの香り引き立つおかかづくし〜」（制作：武者）

呪術廻戦 呪霊褄まう廃校からの脱出
SCRAPの主催によりオンラインでのリアル脱出ゲームとのコラボで、キット通販型の体感型謎解きゲームとして2021年2月8日より参加キットが発売され、同年2月26日から8月31日までプレイ可能だった。遠隔で発動することができる術式を持つが代償として家から出られないので高専では名前だけの在籍している呪術師という設定のプレイヤーは五条に指名され、とある廃校で起きている呪霊による失踪事件の解決に向かった高専の1年生とコンタクトを取りながら呪霊を祓って事件解決するため、謎を解いて真相を暴く。同ゲームに登場する原作側の登場人物のキャストは、テレビアニメ版と同じである。
後述の『呪霊に支配された廃村からの脱出』開催を記念し、2023年12月28日から2024年6月16日の間に再販され、再販開始から2024年9月1日にかけてプレイ可能だった。
呪術廻戦 呪霊に支配された廃村からの脱出
SCRAPの主催によりリアル脱出ゲームとのコラボで、公演型の体感型謎解きゲームとして、2023年12月14日から開催されたのを皮切りに各都市にて順次公演された。プレイヤーは索敵能力に特化した呪術師となり、呪術高専生である五条、夏油、家入と共に廃村への任務に向かい、五条たちと協力して謎を解き廃村を支配する呪霊が残した痕跡を探って、呪霊を祓うことが本イベントの目標。

## コラボレーション

### タイアップ
喜久水庵・喜久福
2020年10月に、劇中に登場した仙台銘菓・喜久福とのコラボレーションが行われた。
JR九州（九州旅客鉄道）
2021年12月に『劇場版 呪術廻戦 0』公開を記念してタイアップキャラペーンが行われた。
「かもめ」「ソニック」で運用の885系にテレビアニメ版のキャラクター陣を、「ソニック」で運用の883系の4号車と5号車には劇場版のキャラクター陣をラッピングするほか、デジタルスタンプラリー、オリジナルグッズ販売等を2022年2月28日まで実施した。
ユニバーサル・スタジオ・ジャパン「呪術廻戦・ザ・リアル 4-D」
2022年9月16日から2023年11月5日まで、ユニバーサル・スタジオ・ジャパンにて、シアターショー・アトラクション『呪術廻戦・ザ・リアル 4-D』がスタートすると発表された。「呪術高専大阪分校」開校をめぐる陰謀を阻止するため、大阪に到着した東京校の虎杖悠仁と伏黒恵、釘崎野薔薇、さらに京都校の東堂葵、最強の呪術師・五条悟らが加わって、呪霊と戦うオリジナルストーリーが展開された。
京王百貨店
2023年11月、『TOHO animation STORE 出張所 「呪術廻戦 POP UP STORE in 京王百貨店 新宿店」』としてグッズショップが期間限定で出店された。その後仙台や京都などでも同様のイベントが開催された。
さっぽろ雪まつり
2024年2月4日から11日まで、大通7丁目HBC広場で虎杖悠仁、五条悟の雪像が展示された。また、描き下ろしイラストを使用したグッズが先行販売された。

### ゲーム（コラボレーション）
- シャドウバース チャンピオンズバトル（2020年11月5日 - 12月20日）
- 白猫プロジェクト（2021年2月27日 – 3月26日）
- パズル&ドラゴンズ（2021年7月26日 – 2021年8月9日）
- モンスターストライク（2021年5月2日 - 5月17日、2024年1月22日 - 2月2日）
- テクテクライフ（2021年12月17日 – 2022年2月28日）
- 誰ガ為のアルケミスト（2022年2月10日 – 3月10日）
- PUBG MOBILE（2022年2月24日 – 3月16日）
- 共闘ことばRPG コトダマン（2022年4月21日 – 5月15日）[193]
- ぷよぷよ!!クエスト（2022年5月20日 – 6月9日）[194]
- 実況パワフルサッカー（2022年6月15日 – 7月4日）
- 実況パワフルプロ野球（2022年6月15日 – 7月19日）
- 荒野行動（2022年1月1日 - 1月14日、2022年11月24日 - 12月7日）
- モバイルレジェンド（2023年2月18日 - 3月20日）
- グランブルーファンタジー（2023年8月5日 - 8月18日）[195]
- フォートナイト（2023年8月8日 - 8月25日）[196]
- サマナーズウォー: Sky Arena（2024年7月31日 - ）[197]